# 빌랄 쿨리발리
빌랄 쿨리발리(프랑스어: Bilal Coulibaly, 프랑스어 발음: [bilal kulibali], 1993년 10월 17일~)는 프랑스의 농구 선수로 포지션은 스몰 포워드이다. 현재 전미 농구 협회(NBA)의 워싱턴 위저즈와 프랑스 대표팀 소속으로 뛰고 있다.